# Goodia heptapora
Goodia heptapora är en fjärilsart som beskrevs av Fawcett 1915. Goodia heptapora ingår i släktet Goodia och familjen påfågelsspinnare. Inga underarter finns listade i Catalogue of Life.